# فرانچسکو اورلاندو (بازیکن فوتبال)
فرانچسکو اورلاندو (انگلیسی: Francesco Orlando؛ زادهٔ ۳۰ نوامبر ۱۹۹۵) بازیکن فوتبال است.
از باشگاه‌هایی که در آن بازی کرده‌است می‌توان به باشگاه فوتبال سالرنیتانا اشاره کرد.